# Jasień (gmina Łopuszno)
Jasień – wieś w Polsce, położona w województwie świętokrzyskim, w powiecie kieleckim, w gminie Łopuszno.
W latach 1975–1998 miejscowość należała administracyjnie do województwa kieleckiego.
W Jasieniu znajduje się cmentarz z I wojny światowej, wpisany do rejestru zabytków nieruchomych (nr rej.: A.413 z 6.10.1992).